# Историческа география
Историческата география е историческа дисциплина, която изучава историята през „призмата“ на географията. Историческата география може да се определи и като наука за географията на дадена територия на определен исторически етап от нейното развитие. .
В историческата география съществуват значими различия както между историците и географите, така и в самите научни общности за същността на тази наука, а именно за нейния предмет, обект и методи, най-вече с оглед националните особености. 